# 1334 en santé et médecine
| Années de la santé et de la médecine : 1331 - 1332 - 1333 - 1334 - 1335 - 1336 - 1337    |
| Décennies de la santé et de la médecine : 1300 - 1310 - 1320 - 1330 - 1340 - 1350 - 1360 |

Cet article présente les faits marquants de l'année 1334 en santé et médecine.

## Événements
- Février : fondation de l'hôpital de Saint-Geniez, en Rouergue,  par Robert Verlaguet[1], « pour y recevoir les pèlerins et pauvres passants, les y loger, nourrir, faire coucher pendant trois jours et trois nuits [et où] quand la ferveur des pèlerinages eut cessé, les pauvres de la ville trouvèrent un asile[2] ».
- Fondation par Jean Roussel, bourgeois de Paris, de maisons de l'aumône, dites « petites-maisons du Temple », « pour loger et entretenir quarante-huit pauvres[3] ».
- Fondation par Jean de la Court de la première maternité de Metz, hospice réservé aux « femmes des artisans nécessiteux », connu par la suite sous le nom d'hôpital de la Chapelotte et fermé sous la Révolution[4].
- Jean II de Rossillon et Hugues de Joinville, seigneur de Gex, « font construire à Lajoux [au pied du Jura] un petit hôpital dédié à saint Jacques et saint Christophe et offrant une capacité d'accueil de quatre lits aux passants[5] ».
- À l'occasion de l'embauche d'un médecin par les échevins de Lyon, première mention de la pratique de soins médicaux à l'hôpital du Pont-du-Rhône[6].
- L'infant Pierre d'Aragon (es) prend des dispositions contre les charlatans[7],[8].
- La peste bubonique, qui sévissait de façon endémique en Asie centrale, se déclare en Chine, dans le Hubei, avant de se répandre dans les provinces voisines, d'atteindre Caffa en 1346, Constantinople, Messine, Gênes et Marseille en 1347, Pise et Venise, Alexandrie et Le Caire en 1348 puis, par le Maghreb et l'Espagne, d'envahir l'Europe[9].

## Décès
- Bernard (date de naissance inconnue), médecin de Guillaume de Laudun, archevêque de Toulouse[10].
- Après 1334 : Jean Fayni de Dia (date de naissance inconnue), maître régent de la faculté de médecine de Paris, médecin attitré de l'abbaye de Saint-Victor[10].